# Austria vs. Suiza (Copa Mundial de Fútbol de 1954)
Austria 7 - 5 Suiza es el partido con más goles en una Copa Mundial de Fútbol. Se jugó el 26 de junio de 1954, y fue un partido válido por los cuartos de final de la Copa Mundial de Fútbol de 1954 jugado en Lausana, Suiza. Los 12 goles marcados en el partido estableció un récord de la Copa del Mundo, sin igual hasta la fecha. El partido es conocido por su nombre alemán, Hitzeschlacht von Lausanne (en español: «La batalla de calor de Lausana»), debido a la alta temperatura bajo la que se jugó (40.ºC).

## Resumen del partido
Suiza, anfitrión del torneo, tomó una ventaja notable desde el principio. En cuatro minutos, el equipo suizo marcó tres goles: el delantero Robert Ballaman abrió el marcador a los 16 minutos, seguido rápidamente por dos goles de Josef Hügi. Austria luego se convirtió en el primer equipo en la historia de la Copa Mundial en recuperarse de un déficit de 3-0, anotando 5 goles en el resto de la primera mitad; Theodor Wagner inició la remontada austríaca en el minuto 25; el delantero Robert Körner anotó el 2-3 un minuto más tarde, y un minuto después Wagner empató a 3-3. Austria había empatado el marcador en tres minutos. En 11 minutos, entre los minutos 16 y 27, se marcaron seis goles, tres por cada equipo. En el minuto 32, Ernst Ocwirk le dio a Austria la ventaja; Robert Körner agregó su segundo, logrando el marcador 5-3. Ballaman anotó nuevamente para Suiza a los 39 minutos. La primera mitad terminó así 5-4 a favor de Austria, siendo la mitad de anotación más alta en la historia de la Copa del Mundo. Pese a ello, el interior izquierdo Alfred Körner había fallado un lanzamiento de penal en el minuto 42.
Nueve minutos después del segundo tiempo, Wagner puso a Austria 6-4 con su tercer gol, registrando el séptimo hat-trick de la Copa del Mundo de 1954. Hügi luego emularía la hazaña, anotando su tercer gol en el minuto 58. Suiza no pudo igualar, y Erich Probst puso el definitivo 7-5 a los 76 minutos. Según la FIFA, el calor extremo afectó negativamente a Suiza después de que lideraron el partido 3-0. Otras fuentes agregan que al principio, Suiza había podido aprovechar la temperatura, cuando el portero austríaco Kurt Schmied, fumador consumado, sufrió hipertermia al principio del partido, permitiendo rápidamente los primeros tres goles suizos, antes de ser asistido por el masajista austríaco mientras el encuentro estaba en juego.

## Partido
| 1     | POR   | Kurt Schmied       |  |
| 3     | DEF   | Ernst Happel       |  |
| 4     | DEF   | Leopold Barschandt |  |
| 5     | MED   | Ernst Ocwirk       |  |
| 6     | MED   | Karl Koller        |  |
| 2     | MED   | Gerhard Hanappi    |  |
| 7     | DEL   | Robert Körner      |  |
| 10    | DEL   | Erich Probst       |  |
| 21    | DEL   | Ernst Stojaspal    |  |
| 11    | DEL   | Alfred Körner      |  |
| 9     | DEL   | Theodor Wagner     |  |
| D. T. | D. T. | Walter Nausch      |  |

| 2     | POR   | Eugène Parlier   |  |
| 7     | DEF   | André Neury      |  |
| 14    | DEF   | Willy Kernen     |  |
| 4     | MED   | Roger Bocquet    |  |
| 9     | MED   | Charles Casali   |  |
| 10    | MED   | Oliver Eggimann  |  |
| 15    | DEL   | Charles Antenen  |  |
| 16    | DEL   | Robert Ballaman  |  |
| 17    | DEL   | Jacques Fatton   |  |
| 18    | DEL   | Josef Hügi       |  |
| 22    | DEL   | Roger Vonlanthen |  |
| D. T. | D. T. | Karl Rappan      |  |

| 25' · 26' · 27' · 32' · 34' · 53' · 76' | Theodor Wagner Alfred Körner Theodor Wagner Ernst Ocwirk Alfred Körner Theodor Wagner Erich Probst | 1:3 2:3 3:3 4:3 5:3 6:4 7:5 |

| 16' · 17' · 19' · 39' · 60' | Robert Ballaman Josef Hügi Robert Ballaman Josef Hügi | 0:1 0:2 0:3 5:4 6:5 |

| Principal  | Charlie Faultless |
| Asistentes | Manuel Asensi     |
|            | Emil Schmetzer    |

| 1     | POR   | Kurt Schmied       |  |
| 3     | DEF   | Ernst Happel       |  |
| 4     | DEF   | Leopold Barschandt |  |
| 5     | MED   | Ernst Ocwirk       |  |
| 6     | MED   | Karl Koller        |  |
| 2     | MED   | Gerhard Hanappi    |  |
| 7     | DEL   | Robert Körner      |  |
| 10    | DEL   | Erich Probst       |  |
| 21    | DEL   | Ernst Stojaspal    |  |
| 11    | DEL   | Alfred Körner      |  |
| 9     | DEL   | Theodor Wagner     |  |
| D. T. | D. T. | Walter Nausch      |  |

| 2     | POR   | Eugène Parlier   |  |
| 7     | DEF   | André Neury      |  |
| 14    | DEF   | Willy Kernen     |  |
| 4     | MED   | Roger Bocquet    |  |
| 9     | MED   | Charles Casali   |  |
| 10    | MED   | Oliver Eggimann  |  |
| 15    | DEL   | Charles Antenen  |  |
| 16    | DEL   | Robert Ballaman  |  |
| 17    | DEL   | Jacques Fatton   |  |
| 18    | DEL   | Josef Hügi       |  |
| 22    | DEL   | Roger Vonlanthen |  |
| D. T. | D. T. | Karl Rappan      |  |

| 25' · 26' · 27' · 32' · 34' · 53' · 76' | Theodor Wagner Alfred Körner Theodor Wagner Ernst Ocwirk Alfred Körner Theodor Wagner Erich Probst | 1:3 2:3 3:3 4:3 5:3 6:4 7:5 |

| 16' · 17' · 19' · 39' · 60' | Robert Ballaman Josef Hügi Robert Ballaman Josef Hügi | 0:1 0:2 0:3 5:4 6:5 |

| Principal  | Charlie Faultless |
| Asistentes | Manuel Asensi     |
|            | Emil Schmetzer    |

| 1     | POR   | Kurt Schmied       |  |
| 3     | DEF   | Ernst Happel       |  |
| 4     | DEF   | Leopold Barschandt |  |
| 5     | MED   | Ernst Ocwirk       |  |
| 6     | MED   | Karl Koller        |  |
| 2     | MED   | Gerhard Hanappi    |  |
| 7     | DEL   | Robert Körner      |  |
| 10    | DEL   | Erich Probst       |  |
| 21    | DEL   | Ernst Stojaspal    |  |
| 11    | DEL   | Alfred Körner      |  |
| 9     | DEL   | Theodor Wagner     |  |
| D. T. | D. T. | Walter Nausch      |  |

| 2     | POR   | Eugène Parlier   |  |
| 7     | DEF   | André Neury      |  |
| 14    | DEF   | Willy Kernen     |  |
| 4     | MED   | Roger Bocquet    |  |
| 9     | MED   | Charles Casali   |  |
| 10    | MED   | Oliver Eggimann  |  |
| 15    | DEL   | Charles Antenen  |  |
| 16    | DEL   | Robert Ballaman  |  |
| 17    | DEL   | Jacques Fatton   |  |
| 18    | DEL   | Josef Hügi       |  |
| 22    | DEL   | Roger Vonlanthen |  |
| D. T. | D. T. | Karl Rappan      |  |

| 25' · 26' · 27' · 32' · 34' · 53' · 76' | Theodor Wagner Alfred Körner Theodor Wagner Ernst Ocwirk Alfred Körner Theodor Wagner Erich Probst | 1:3 2:3 3:3 4:3 5:3 6:4 7:5 |

| 16' · 17' · 19' · 39' · 60' | Robert Ballaman Josef Hügi Robert Ballaman Josef Hügi | 0:1 0:2 0:3 5:4 6:5 |

| Principal  | Charlie Faultless |
| Asistentes | Manuel Asensi     |
|            | Emil Schmetzer    |

| 1     | POR   | Kurt Schmied       |  |
| 3     | DEF   | Ernst Happel       |  |
| 4     | DEF   | Leopold Barschandt |  |
| 5     | MED   | Ernst Ocwirk       |  |
| 6     | MED   | Karl Koller        |  |
| 2     | MED   | Gerhard Hanappi    |  |
| 7     | DEL   | Robert Körner      |  |
| 10    | DEL   | Erich Probst       |  |
| 21    | DEL   | Ernst Stojaspal    |  |
| 11    | DEL   | Alfred Körner      |  |
| 9     | DEL   | Theodor Wagner     |  |
| D. T. | D. T. | Walter Nausch      |  |

| 2     | POR   | Eugène Parlier   |  |
| 7     | DEF   | André Neury      |  |
| 14    | DEF   | Willy Kernen     |  |
| 4     | MED   | Roger Bocquet    |  |
| 9     | MED   | Charles Casali   |  |
| 10    | MED   | Oliver Eggimann  |  |
| 15    | DEL   | Charles Antenen  |  |
| 16    | DEL   | Robert Ballaman  |  |
| 17    | DEL   | Jacques Fatton   |  |
| 18    | DEL   | Josef Hügi       |  |
| 22    | DEL   | Roger Vonlanthen |  |
| D. T. | D. T. | Karl Rappan      |  |

| 25' · 26' · 27' · 32' · 34' · 53' · 76' | Theodor Wagner Alfred Körner Theodor Wagner Ernst Ocwirk Alfred Körner Theodor Wagner Erich Probst | 1:3 2:3 3:3 4:3 5:3 6:4 7:5 |

| 16' · 17' · 19' · 39' · 60' | Robert Ballaman Josef Hügi Robert Ballaman Josef Hügi | 0:1 0:2 0:3 5:4 6:5 |

| Principal  | Charlie Faultless |
| Asistentes | Manuel Asensi     |
|            | Emil Schmetzer    |